# N505 (België)
De N505 is een gewestweg in België tussen Péruwelz (N60) en Bruyère (N50). De weg heeft een lengte van ongeveer 10 kilometer.
De gehele weg heeft twee rijstroken in beide rijrichtingen samen. De weg ligt in zijn geheel parallel aan de rivier Schelde.

## Plaatsen langs N505
- Péruwelz
- Blaton
- Bruyère